# Pogăceaua
Pogăceaua [pogəˈt͡ʃeaua] (ungarisch Mezőpagocsa oder auch Pagocsa) ist eine Gemeinde im Kreis Mureș in der Region Siebenbürgen in Rumänien.

## Geographische Lage

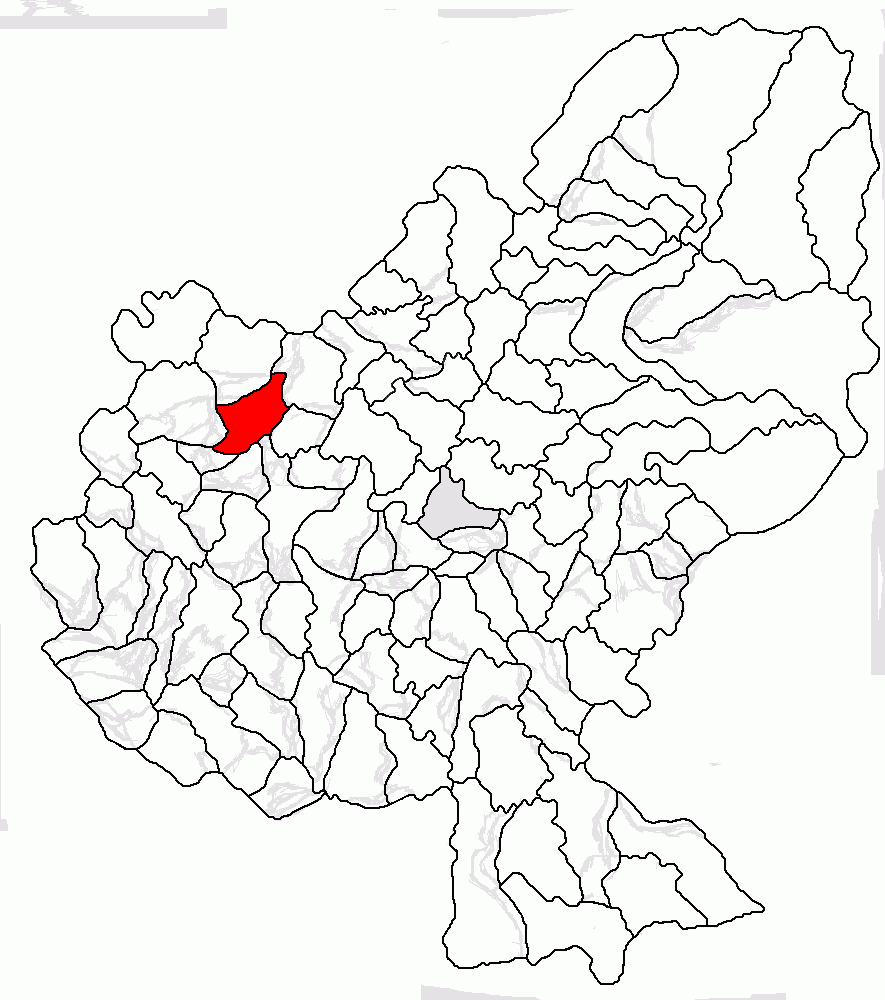
Lage der Gemeinde Pogăceaua im Kreis Mureș

Die Gemeinde Pogăceaua liegt in der Siebenbürgischen Heide (Câmpia Transilvaniei) – Teil des Siebenbürgischen Becken – im Westen des Kreises Mureș. Am Oberlauf des Bologa und der Kreisstraße (drum județean) DJ 152B befindet sich der Ort Pogăceaua etwa 36 Kilometer nordwestlich von der Kreishauptstadt Târgu Mureș (Neumarkt am Mieresch) entfernt.
Die eingemeindeten Dörfer und Weiler der Gemeinde befinden sich ein bis sechs Kilometer vom Gemeindezentrum entfernt. Von den etwa 3800 Hektar der Gemeindefläche sind etwa 2500 Hektar Ackerland und 30 Hektar Obst- und Weingärten.

## Geschichte
Der Ort Pogăceaua wurde 1345 erstmals urkundlich erwähnt und war im Mittelalter ein rumänisches Knesendorf.
Eine Besiedlung des Gemeindeareals wird auf dem Gebiet des eingemeindeten Dorfes Deleni (ungarisch Ökröstó) in die Bronzezeit und bei Văleni, auf dem Berg von den Einheimischen genannt Dealul Belvány, in die Jungsteinzeit und bei Pădurea Rotundă in die Kupfersteinzeit datiert.
Im Königreich Ungarn gehörte der Ort dem Stuhlbezirk Maros felső („Ober-Maros“) in der Gespanschaft Maros-Torda anschließend dem historischen Kreis Mureș und ab 1950 dem heutigen Kreis Mureș an.
Auf dem Areal der Gemeinde verlief einst eine Schmalspurbahn zwischen Târgu Mureș über Band (Bandorf) nach Șăulia (ungarisch Mezősályi).

## Bevölkerung
Die Bevölkerung der Gemeinde Pogăceaua entwickelte sich wie folgt:
| 1850 | 1.470 | 1.208 | 117 | 1 | 144            |
| 1941 | 2.843 | 2.536 | 231 | 3 | 73             |
| 1966 | 3.128 | 2.861 | 153 | - | 114            |
| 2002 | 1.983 | 1.765 | 26  | - | 192            |
| 2011 | 2.117 | 1.740 | 27  | - | 350            |
| 2021 | 1.890 | 1.446 | 18  | - | 426 (314 Roma) |

Seit 1850 wurde auf dem Gebiet der heutigen Gemeinde die höchste Einwohnerzahl und gleichzeitig die der Rumänen 1966 registriert. Die höchste Anzahl der Magyaren (321) wurde 1910, der Roma (320) 2011 und die der Rumäniendeutschen wurde 1941 ermittelt.

## Sehenswürdigkeiten
Außer dem Stausee (⊙) südwestlich des eingemeindeten Dorfes Văleni sind in der Gemeinde Pogăceaua keine nennenswerte Sehenswürdigkeiten zu erwähnen.